# Sergio Torrico
Sergio Torrico (Córdoba, 3 de mayo de 1979) es un actor español de teatro, cine y televisión.

## Biografía
Sergio Torrico nació en Córdoba, aunque desde los diez años vivió en Fuengirola, Málaga. Allí se aficionó al teatro durante los años de instituto, pero no sería hasta el 2004, tras terminar la licenciatura en Traducción de inglés y francés en la Universidad de Málaga, que iniciara su formación actoral en la escuela Bululú 2120 en Madrid, de la mano de Antonio Malonda y Paco Obregón. Al terminar su formación en la escuela, Obregón le propuso dirigirle como protagonista de la pieza Días y Locos, siendo este su debut profesional y consiguiendo con su creación de "El Loco" cuatro premios al mejor actor en distintos certámenes de teatro.
Entre el 2005 y el 2006 participó en Madre coraje, de Konrad Ziedrich, producida por la compañía Suripanta Teatro.
Un año más tarde, en 2007, decidió montar su propia compañía, Teatro Íntimo Teatro, juntó a dos de sus excompañeros de escuela, María Vigil y Rubén Martínez. La compañía produjo Cartas de amor a Stalin, donde Torrico interpretaba a Mijail Bulgakov, un autor ruso condenado a la censura de Stalin. Según palabras del propio actor, este es el trabajo por el que a día de hoy siente más cariño.  El montaje recibió críticas excelentes. Juan Mayorga, autor de la obra, dijo en una entrevista concedida a la compañía: "Teatro Íntimo Teatro ha puesto magníficamente en pie mi obra, llevándola a lugares imprevistos por mí. Mi texto podía pecar de ser excesivamente intelectual y de no interesar a determinados espectadores pero el montaje de Teatro Íntimo Teatro es un montaje sabio y el director y los actores han superado con creces esa dificultad, cargando los personajes de sangre y de carne".
En 2008, fue elegido por Jusep María Mestres para protagonizar Silencio Vivimos, un homenaje a Adolfo Marsillach donde el actor interpretaba un total de 12 personajes. La crítica estuvo de nuevo de su parte. El ABC dijo: "Sergio Torrico se multiplica en los diversos personajes que pueblan estas estampas marsillachescas, en una exhibición de versatilidad, eficacia e intención cómica que culminan con una suerte de tributo icono-fisonomico al autor que da nombre al teatro". A su estreno acudieron los Príncipes de Asturias, así como numerosas personalidades del mundo de la cultura y la política. Tras hacer temporada en Madrid, la función recorrió un gran número de teatros principales en una gira por España que duró casi 4 años, consagrando al actor dentro del panorama teatral nacional.
En 2009 completó su formación actoral con un curso de interpretación ante la cámara impartido por Ramón Quesada y Luís Gimeno. En 2010, estudió en AM Estudios, escuela de locución y doblaje de Claudio Rodríguez. Durante estos años ha trabajado en diversos campos de la locución, poniendo voz a anuncios, vídeos corporativos, videojuegos,etc. Su último trabajo en este sentido fue el del Baron Von Strucker, antagonista en el videojuego Capitán América Super Soldado.
Su primera incursión en televisión fue en 2008, formando parte del reparto de Plutón B.R.B.Nero, de Álex de la Iglesia. Entre los años 2008 y 2014 ha aparecido en numerosas series de éxito como Tierra de Lobos, Aída y La que se avecina, siendo posiblemente su participación en Imperium la más importante de todas. En ella interpretaba a un detective en la época del imperio romano.
En 2010 realizó dos campañas publicitarias, una llamada "Precios Pelaos", para "MediaMarkt", y otra para el canal de pago GOL TV, con motivo de los partidos entre el Madrid y el Barça.
Entre sus incursiones en formato cinematográfico destaca Perímetro Protegido, de Sergio Morente, protagonizando un drama que se desarrolla en el futuro. La cinta creó gran polémica cuando se estrenó en el 2010 al tratar un hipotético conflicto bélico entre españoles y catalanes.
En 2011 y gracias a "Santi", uno de los personajes gais de la exitosa serie web Con Pelos En La Lengua, el actor obtuvo la popularidad internacional. La serie cuenta ya con más de 40 millones de reproducciones en internet y ha convertido a Torrico en uno de los principales iconos sexuales del público gay. Entre 2012 y 2013 rodó otras dos series webs: Chessboxing, donde interpretaba a un boxeador, y El Tránsito, interpretando a un matón a sueldo. Chessboxing dio el salto a la televisión.
En 2011 fue el narrador de un musical de claqué llamado El Paso Escarlata, donde interpretaba al narrador de la historia y a varios personajes más, atreviéndose incluso a dar algunos pasos de claqué.
Entre 2013 y 2014 trabajó en The Big Battle Theory, de Sergio Morente, y Hermanos, miniserie donde interpreta a un despiadado skin head.
Su participación en la miniserie de Telecinco Los Nuestros, donde interpretaba a un miembro de los Boinas Verdes, formando parte de un reparto estelar, resultó todo un éxito de audiencia, convirtiéndose en la miniserie más vista desde 2013. Su interpretación fue altamente elogiada.
En 2015 protagonizó el comienzo de la exitosa serie El Ministerio del Tiempo en TVE.
En 2016 apareció en dos capítulos de El Caso de TVE. En ella interpretaba a un boxeador de bajos fondos, papel para el que tuvo que aprender a boxear.
En abril de 2016 se estrenó Kiki, el amor se hace, tercera película de Paco León, una comedia de Vértigo Films sobre las filias sexuales. La película obtuvo un éxito rotundo en taquilla y fue aclamada por la crítica especializada, impulsando la carrera del actor. 
En otoño de 2016 el actor se embarca en una obra de teatro de suspense llamada Lanzar los dados, su ópera prima como director. Además de dirigir y producir el espectáculo, en él interpreta a un inspector alcohólico y atormentado por su pasado, llegando a declarar en una entrevista que es el mejor personaje de toda su carrera.
Por estrenar queda Como La Espuma tercer largometraje de Roberto Pérez Toledo, una comedia romántica en forma de orgía rodada a lo largo de cinco semanas.

## Teatro
| Año        | Título                  | Rol        | Director                                                                   |
| ---------- | ----------------------- | ---------- | -------------------------------------------------------------------------- |
| 2005       | Días y Locos            | Principal  | Paco Obregón                                                               |
| 2005- 2006 | Madre Coraje            | Secundario | Konrad Zcchiedrich                                                         |
| 2006- 2007 | Cartas de amor a Stalin | Principal  | Paco Obregón                                                               |
| 2007- 2011 | Silencio Vivimos        | Principal  | Jusep María Mestres Archivado el 21 de febrero de 2014 en Wayback Machine. |
| 2011       | El Paso Escarlata       | Narrador   | Jorge Cabezas                                                              |

## Televisión
| Año  | Título                                                   | Tipo       | Director           |
| ---- | -------------------------------------------------------- | ---------- | ------------------ |
| 2003 | George Orwell: Against The Tide                          | Documental | BBC                |
| 2008 | Plutón BRB Nero                                          | Serie      | Álex de la Iglesia |
| 2011 | Tierra de lobos                                          | Serie      | Tito Amador        |
| 2012 | Chessboxing                                              | Serie      | Miguel Campos      |
| 2012 | Imperium                                                 | Serie      | José Torregrossa   |
| 2013 | Hermanos                                                 | Serie      | Salvador Calvo     |
| 2013 | Aida                                                     | Serie      |                    |
| 2014 | La que se avecina                                        | Serie      | Laura Caballero    |
| 2014 | The Big Battle Theory                                    | Serie      | Sergio Morente     |
| 2015 | Los Nuestros                                             | Serie      | Telecinco          |
| 2015 | El Ministerio del Tiempo Ep. 1, «El tiempo es el que es» | Serie      | Marc Vigil         |
| 2017 | Vergüenza                                                | Serie      | Movistar +         |
| 2018 | Sabuesos                                                 | Serie      | TVE                |
| 2018 | Justo antes de Cristo                                    | Serie      | Movistar +         |

## Web series
| Año        | Título                 | Rol       | Director    |
| ---------- | ---------------------- | --------- | ----------- |
| 2011- 2013 | Con Pelos En La Lengua | Principal | Felipe Luna |
| 2011- 2013 | El Tránsito            | Principal | Raúl Yuste  |

## Cine
| Año  | Título                       | Rol        | Director                        |
| ---- | ---------------------------- | ---------- | ------------------------------- |
| 2010 | Despedida                    | Principal  | Jorge Gálvez                    |
| 2010 | Vuelve a Casa                | Secundario | Sergio Morente                  |
| 2010 | Perímetro Protegido          | Principal  | Sergio Morente                  |
| 2010 | Lost Love                    | Principal  | Roberto Pérez Toledo            |
| 2010 | ¿Qué Harías Por Amor?        | Secundario | Jorge Gálvez                    |
| 2011 | Una Sombra Pegada a la Pared | Principal  | Mario Sánchez y Juanjo Buñuelos |
| 2016 | Kiki                         | Secundario | Paco León                       |
| 2016 | Como La Espuma               | Secundario | Roberto Pérez Toledo            |
| 2018 | Destajo                      | Secundario | Kiko Prada y Javi Prada         |
| 2018 | Bajo el Mismo Techo          | Cameo      | Juana Macías                    |

## Publicidad
| Año  | Título               | Rol       | Empresa     |
| ---- | -------------------- | --------- | ----------- |
| 2010 | Precios Pelaos       | Principal | Media Markt |
| 2010 | Campaña Madrid-Barça | Principal | GOL TV      |